# Vale Sagrado dos Incas

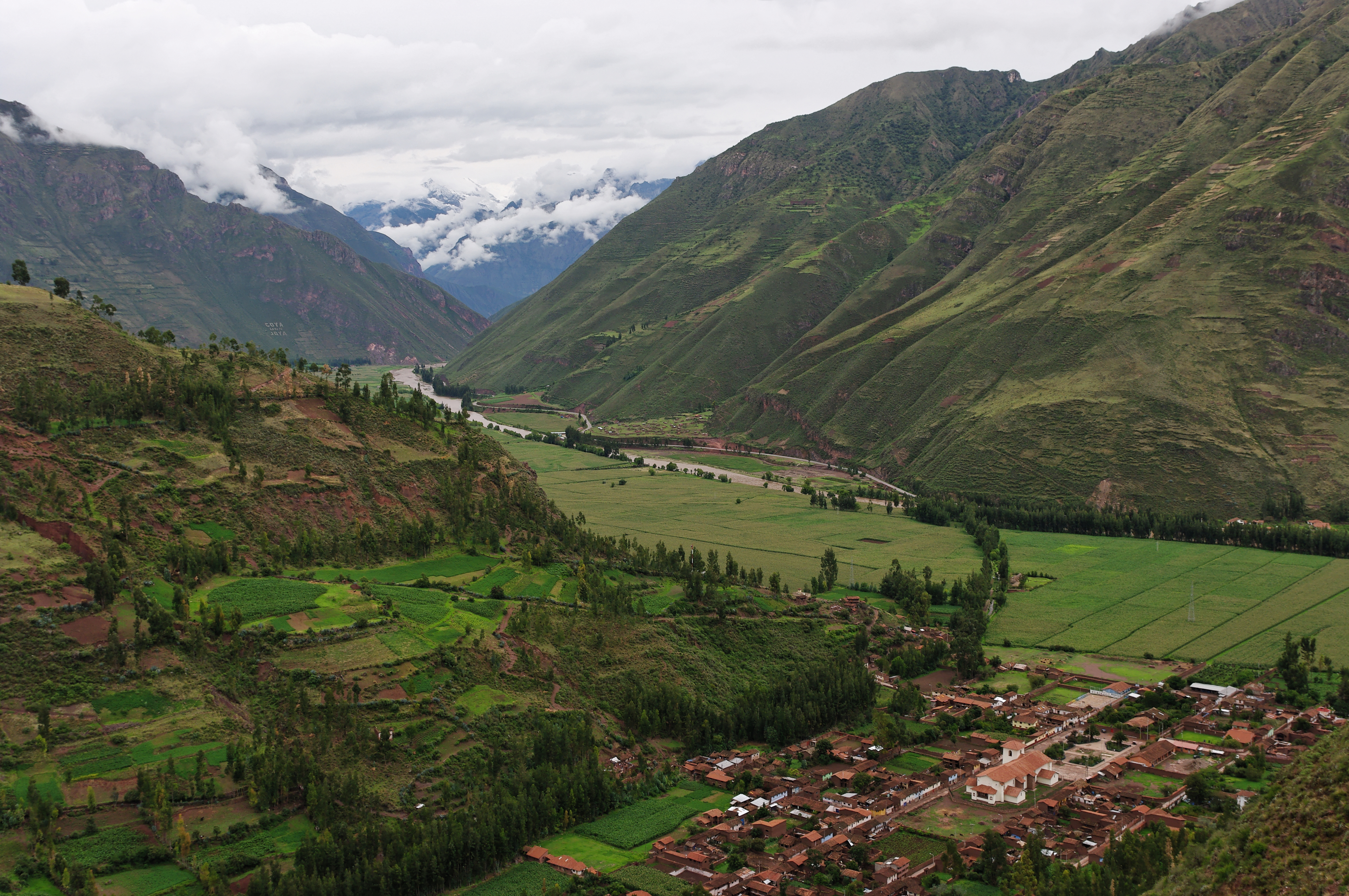
O Vale Sagrado dos Incas

O Vale Sagrado dos Incas, nos Andes peruanos, está composto por numerosos rios que descem por pequenos vales; possui numerosos monumentos arqueológicos e povoados indígenas. O principal rio é o Urubamba.
Este vale foi muito apreciado pelos Incas devido a suas especiais qualidades geográficas e climáticas. Foi um dos principais pontos de produção pela riqueza de suas terras e o lugar onde se produz o melhor grão de milho no Peru.

## Localização
O Vale Sagrado dos Incas está compreendido entre os povoados de Písac e Ollantaytambo, paralelo ao rio Vilcanota ou Wilcamayu ('rio sagrado'). Pode-se acessar a ele a partir da cidade de Cusco.
Compõem este vale os seguintes lugares:
- Sacsayhuaman
- Kenko
- Tambomachay
- Písac
- Machay
- Maras (distrito)
- Ollantaytambo
- Chinchero
- Urubamba

## Fotos

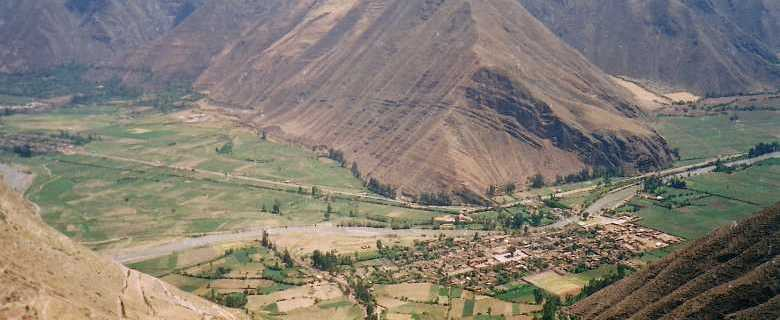
Vista aérea
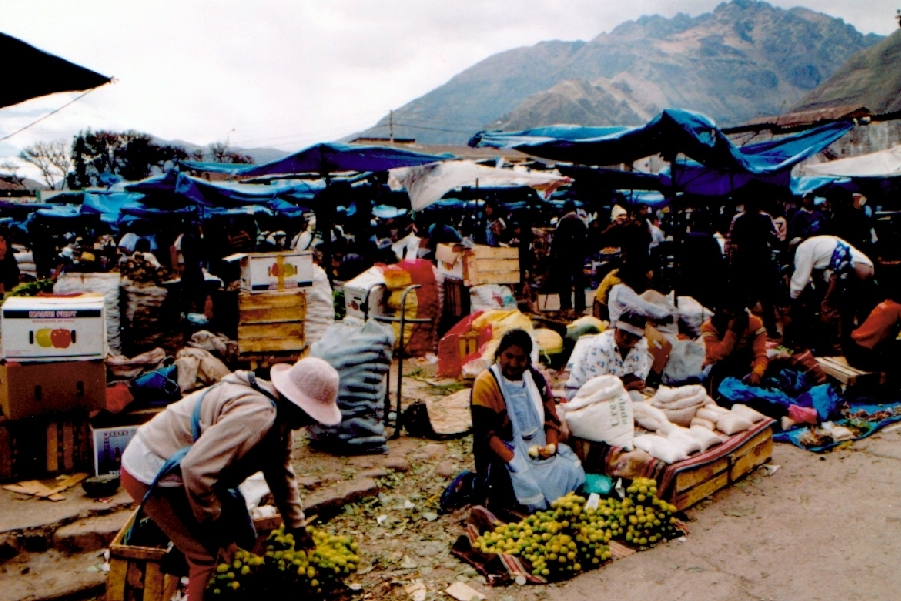
Mercado
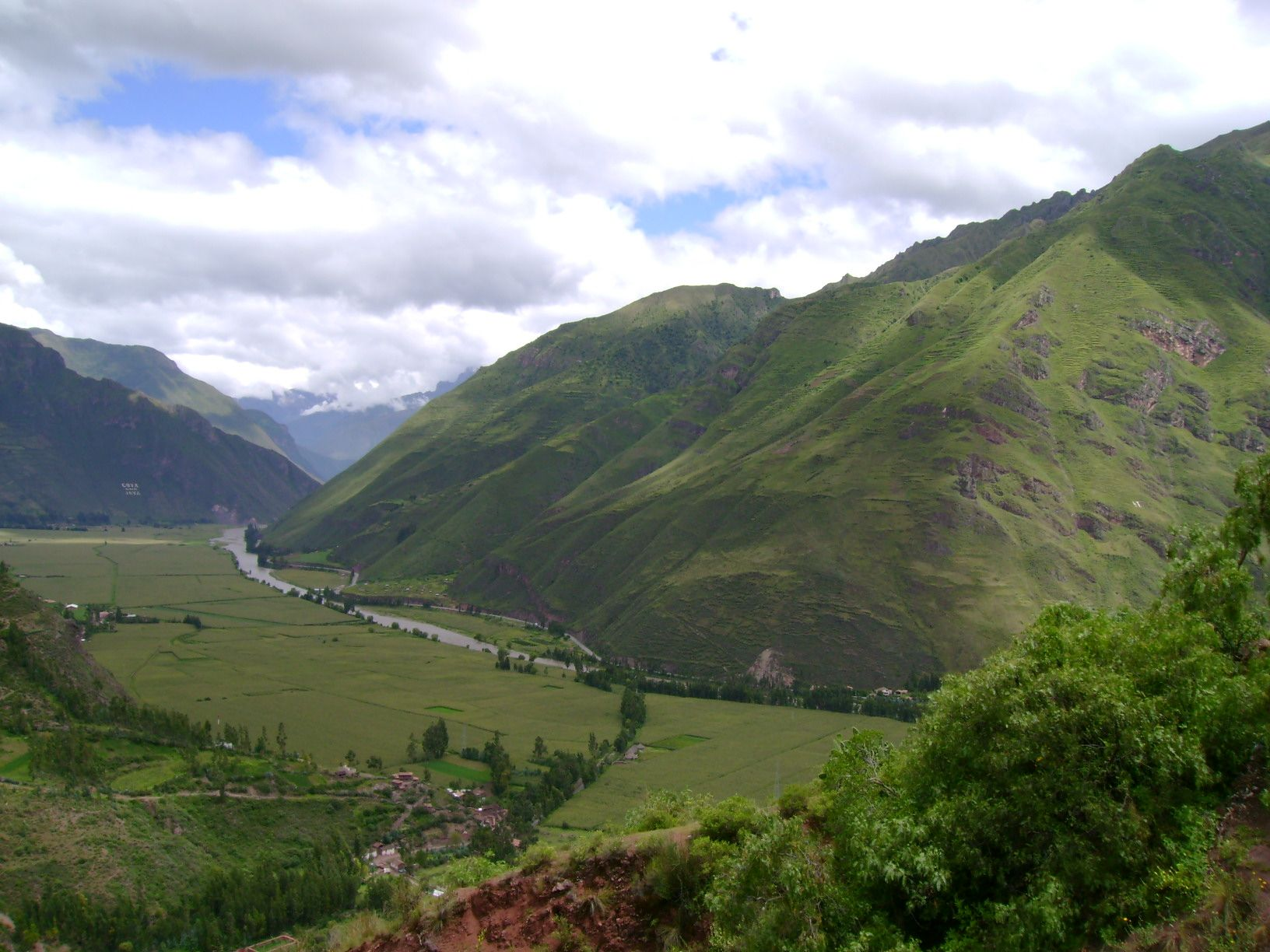
Vista de um mirante natural na beira da estrada para o Vale Sagrado.
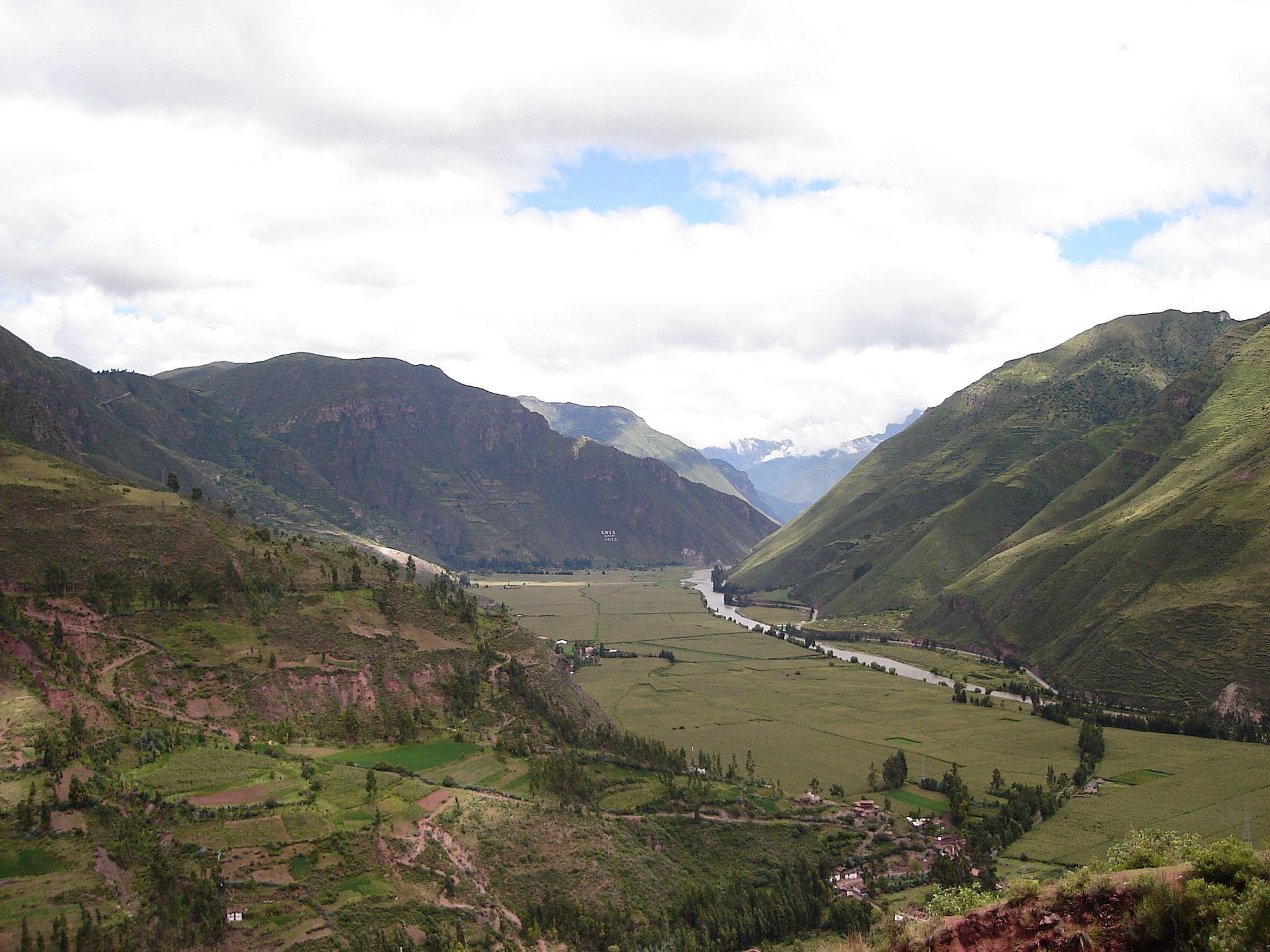
Vista de um mirante natural na beira da estrada para o Vale Sagrado.